# Scopula plumbearia
Scopula plumbearia är en fjärilsart som beskrevs av John Henry Leech 1891. Scopula plumbearia ingår i släktet Scopula och familjen mätare. Inga underarter finns listade.